# Ларвик
Ларвик (норв. Larvik) је значајан град у Норвешкој. Град је у оквиру покрајине Источне Норвешке и припада округу Вестфолд. Има статус града од 1671.
Према подацима о броју становника из 2011. године у Ларвика је живело око 24 хиљаде становника, док у ширем градском подручју живело око 43 хиљаде становника.

## Географија
Град Ларвик се налази у јужном делу Норвешке. Од главног града Осла град је удаљен 135 km јужно од града.
Рељеф: Ларвик се налази на југозападној обали Скандинавског полуострва. Град се развио на дну омањег залива, у невеликој долини уз море. Изнад града се издижу брда. Сходно томе, надморска висина града иде од 0 до 80 м надморске висине.
Клима: Клима у Ларвику је умерено континентална са утицајем Атлантика и Голфске струје. Њу одликују благе зиме и хладнија лета.
Воде: Ларвик се развио као морска лука на у дну омањег залива, дела Скагерака, који је, опет, део Северног мора. Залив није отворен ка мору, већ се ту налази више малих полуострва и острва.

## Историја
Први трагови насељавања на месту данашњег Ларвика јављају се у доба праисторије. Данашње насеље основано је у средњем веку, али није имало већи значај током следећих векова, Насеље је добило градска права 1671. године.
Током петогодишње окупације Норвешке (1940—45) од стране Трећег рајха Ларвик и његово становништво нису значајније страдали.

## Становништво
Данас Ларвик има око 24 хиљаде у градским границама и око 43 хиљаде на подручју општине. Последњих година број становника у граду се повећава по годишњој стопи од 0,5%.

## Привреда
Привреда Ларвика се традиционално заснива на лучким делатностима и каменолому, познатом у целој Норвешкој. Последњих година значај трговине, пословања и услуга је све већи.

## Збирка слика
- Улица средишњег Ларвика
- Главна градска црква
- Градска кућа Ларвика
- Музеј Ларвика